# Mahmoud Elkamshoushy
 (mars 2020).
Mahmoud ElKamshoushy (arabe : محمود الكمشوشى), né le 28 juillet 1915 à Alexandrie et mort le 5 mars 1971, est un poète lyrique égyptien qui a écrit plusieurs monologues à Mahmoud Shkoukou.
Il a écrit de nombreuses séries radiophoniques sur Radio Alexandrie, dont la série Hamido, une histoire de sa division, le trésor de Napoléon. Il a écrit la chanson Qafaz Al Hawa pour son groupe Al-Dervish chantée dans le film d'Ismail Yasin Tarzan.
Il avait une grande amitié avec le poète lyrique Mohamed Ali Ahmed, et ils ont échangé des maris à travers des pigeons voyageurs, qui voyageaient entre les deux amis du Caire à Alexandrie.